# Рубен Дарио
Феликс Рубен Гарсија Сармијенто (Метапа, 18. јануар 1867 — Леон, 6. фебруар 1916), познатији као Рубен Дарио, био је писац, новинар, дипломата и први хиспаноамерички лиричар општег значаја. Био је творац и главни представник модернизма у хиспаноамеричкој књижевности крајем 19. века. Обновио је кастиљански стил, израз и метрику у поезији. Залагао се за слободу, правду и демократију.

## Детињство и рана младост
У 14. години почиње да пише љубавне, херојске и авантуристичке песме и приче, потписујући се као Рубен Дарио. Са 15 година путује у Ел Салвадор и налази се под заштитом председника републике Рафаела Салдивара (Rafael Zaldívar) на захтев гватемалског песника Хоакина Мендеса Бонета (Joaquín Méndez Bonet), председниковог секретара. У овом периоду упознаје Салвадорца Франсиска Гавидију (Francisco Gavidia), великог познаваоца француске поезије, под чијим окриљем први пут покушава да прилагоди француски александринац кастиљанској метрици. То ће бити његово дистинктивно обележје, као и обележје читаве модернистичке поезије. По повратку у Никарагву 1883, одлази у Манагву где сарађује са различитим новинама.
Одлучује да се пресели у Чиле 1886. где ће радити наредне три године као новинар сарадник у новинама и листовима као што су Ла Епока (La Época), Ла Либертад Електорал (La Libertad Electoral) из Сантијага и Ел Ералдо (El Heraldo) из Валпараиса. Тамо упознаје Педра Балмаседу Тореа, писца и сина председника владе Чилеа, и који му помаже да објави своју прву књигу поема Чичци(1887) oxрабрујући га да се представи на многим књижевним догађајима. Чиле проширује његова књижевна сазнања делима која значајно утичу на путању његове поетике, као што су шпански романтичари и француски песници 19. века.

## Почетак модернизма
Током боравка у Чилеу, 1888, објавио је своје најзначајније дело под називом Плаво. Ова књига сматра се почетком модернизма. Дело је убрзо препознато у Европи и Латинској Америци као весник нове ере у хиспаноамеричкој књижевности. Плаво је био његов покушај да убаци елементе парнасизма у шпанску поезију. Одбацио је традиционалне дуге и комплексне реченице и користио прост и директан језик. И поезија и проза су оптерећене су објективним описивањем, обе описију егзотичне дестинације, као и класичну митологију. У овом делу Дарио се бави и ларпурлартизмом и открива интересовање за свакодневни живот. Захваљујући овој књизи, ради као дописник дневних новина Ла Насјон (La Nación) у Буенос Ајресу.

## Живот и дела (1889—1900)
У периоду од 1889. до 1893, ради као новинар у земљама Централне Америке, али такође пише песме. У том периоду склапа кратке бракове. Први од њих се завршио смрћу жене, а други разводом. 1892. одлази у Мадрид као део дипломатске делегације Никарагве поводом обележавања четврте стогодишњице од откривања Америке. Тамо упознаје бројне шпанске писце и политичаре, док у Паризу долази у контакт са боемским деловима града.
1893. поново одлази у Буенос Ајрес где затиче космополитску атмосферу. Млади писци су га прогласили њиховим предводником и формирали модернистички покрет. Његова следећа велика дела су Профана проза и друге поеме и Ретки, оба из 1896, која означавају потпуну посвећеност модернизму на шпанском језику. Ла Насјон га исте године шаље у Шпанију као дописника. Његове хронике ће се објавити 1901. у књизи по имену Савремена Шпанија. Хронике и књижевни портрети.

## Почетак 20. века
У Шпанији ужива дивљење младих песника и бранилаца модернизма, као што су Хуан Рамон Хименес, Рамон Марија дел Ваље-Инклан и Хасинто Бенавенте. 1902. у Паризу, упознаје младог песника и обожаваоца његовог дела, Антонија Маћада.
1903. проглашен је за конзула Никарагве у Паризу. 1905. премешта се у Шпанију поводом територијалне расправе са Хондурасом. Догађаји у свету и Даријово старење, доводе до дубоке промене у његовом погледу на живот. Постаје забринут за живот ван домена уметности. Размишља о претњама америчког империјализма након шпанског пораза 1898, солидарности људи који говоре шпански, будућности Хиспанске Америке након колапса Шпаније у Новом Свету и проблемима људског постојања. Књига која се сматра његовим ремек-делом Песме о животу и нади (1905) описује ове бриге и представља кулминацију његовог техничког експериментисања и његове уметничке сналажљивости.
1906. учествује у трећој Панамеричкој конференцијиу Рио де Жанеиру као секретар делегације Никарагве. 1909. је проглашен за министра резидента у Мадриду. Између 1910. и 1913, пролази кроз многе земље Латинске Америке и пише своју аутобиографију која ће се објавити у часопису Карас и каретас (Caras y caretas) под називом Живот Рубена Дарија написан од стране њега самог и дело Историја мојих књига које је есенцијално за познавање његове књижевне еволуције.

## Последње дело и смрт
1914. сели се у Барселону где објављује своје последње важно дело Песма Аргентини и друге поеме. Исте године,почетком Првог светског рата Дарио је напустио Европу физички болестан и на граници сиромаштва. Како би ублажио своје финансијске тешкоће постао је путујући предавач по Северној Америци, али се брзо вратио у Никарагву због све напредније болести. Умро је у својој домовини 6. фебруара 1916. од пнеумоније.